# Campeonato de Primera División 2021 (Futsal Femenino)
El Campeonato de Primera División 2021, conocido como Torneo Único Femenino 2021, fue la decimoctava temporada de la Primera División del fútsal femenino argentino.
El certamen mantuvo a los participantes de la temporada anterior y no tuvo nuevos participantes.
Inicialmente el campeón del certamen debería disputar una final con el campeón de la Copa Argentina 2021 por un lugar en la Copa Libertadores 2022 pero al no haberse disputado la Copa Argentina durante la temporada, se le adjudicará la clasificación directamente al torneo continental al campeón del Torneo Único 2021. Además se clasificará a la Supercopa Argentina 2021.

## Equipos participantes
| Club                                                     | Barrio / Localidad | Distrito                  |
| -------------------------------------------------------- | ------------------ | ------------------------- |
| All Boys                                                 | Floresta           | Ciudad de Buenos Aires    |
| Barracas                                                 | Barracas           | Ciudad de Buenos Aires    |
| Camioneros                                               | Villa Devoto       | Ciudad de Buenos Aires    |
| Comunicaciones                                           | Agronomía          | Ciudad de Buenos Aires    |
| Ferro Carril Oeste                                       | Caballito          | Ciudad de Buenos Aires    |
| Huracán                                                  | Parque Patricios   | Ciudad de Buenos Aires    |
| Nueva Estrella                                           | Villa Lugano       | Ciudad de Buenos Aires    |
| Pacífico                                                 | Villa del Parque   | Ciudad de Buenos Aires    |
| River Plate                                              | Belgrano           | Ciudad de Buenos Aires    |
| San Lorenzo                                              | Boedo              | Ciudad de Buenos Aires    |
| Asturiano                                                | Vicente López      | Provincia de Buenos Aires |
| Independiente                                            | Avellaneda         | Provincia de Buenos Aires |
| Platense                                                 | Florida            | Provincia de Buenos Aires |
| Racing                                                   | Avellaneda         | Provincia de Buenos Aires |
| Sindicato de Empleados de Comercio de Lanús y Avellaneda | Avellaneda         | Provincia de Buenos Aires |

## Torneo inconcluso
El torneo original inició en marzo y se suspendió en abril por las restricciones sanitarias debido a la segunda ola de covid-19, tras disputarse 2 fechas.

### Formato
Se disputaba bajo el sistema de todos contra todos a dos ruedas. Los 8 mejores posicionados clasificaban a la fase final. Iba a otorgar 3 descensos

### Tabla de posiciones
| Pos. | Equipo                                                   | Pts. | PJ | PG | PE | PP | GF | GC | Dif. |
| ---- | -------------------------------------------------------- | ---- | -- | -- | -- | -- | -- | -- | ---- |
| 1.º  | San Lorenzo de Almagro                                   | 6    | 2  | 2  | 0  | 0  | 11 | 5  | 6    |
| 2.º  | Racing                                                   | 6    | 2  | 2  | 0  | 0  | 5  | 0  | 5    |
| 3.º  | All Boys                                                 | 4    | 2  | 1  | 1  | 0  | 3  | 2  | 1    |
| 4.º  | Platense                                                 | 4    | 2  | 1  | 1  | 0  | 3  | 2  | 1    |
| 5.º  | Huracán                                                  | 3    | 1  | 1  | 0  | 0  | 6  | 1  | 5    |
| 6.º  | Ferro Carril Oeste                                       | 3    | 2  | 1  | 0  | 1  | 11 | 8  | 3    |
| 7.º  | Barracas                                                 | 3    | 2  | 1  | 0  | 1  | 1  | 2  | −1   |
| 8.º  | Independiente                                            | 2    | 2  | 0  | 2  | 0  | 5  | 5  | 0    |
| 9.º  | Comunicaciones                                           | 1    | 1  | 0  | 1  | 0  | 3  | 3  | 0    |
| 10.º | Sindicato de Empleados de Comercio de Lanús y Avellaneda | 1    | 2  | 0  | 1  | 1  | 3  | 4  | −1   |
| 11.º | Pacífico                                                 | 1    | 2  | 0  | 1  | 1  | 2  | 3  | −1   |
| 12.º | Asturiano                                                | 1    | 2  | 0  | 1  | 1  | 2  | 3  | −1   |
| 13.º | Camioneros                                               | 1    | 2  | 0  | 1  | 1  | 6  | 10 | −4   |
| 14.º | River Plate                                              | 1    | 2  | 0  | 1  | 1  | 3  | 8  | −5   |
| 15.º | Nueva Estrella                                           | 0    | 2  | 0  | 0  | 2  | 1  | 9  | −8   |

## Formato
Los participantes disputarán bajo el sistema de todos contra todos a una rueda en cancha neutral. Los primeros 8 clasificarán a la fase final. Los 7 restantes disputarán la Copa de Plata.
En la fase final se enfrentarán a eliminación directa. En cuartos de final se jugarán 2 partidos en cancha neutral y, en caso de empate en el global, se harán tiros desde el punto penal. En semifinales se jugarán 3 partidos en cancha neutral, en caso de empate en algún encuentro se harán tiros desde el punto penal. El vencedor de la final se proclamará campeón.

### Descensos
Los 2 peores posicionados en la tabla de posiciones descenderán a Primera B.

## Tabla de posiciones
| Pos. | Equipo                                                   | Pts. | PJ | PG | PE | PP | GF | GC | Dif. |
| ---- | -------------------------------------------------------- | ---- | -- | -- | -- | -- | -- | -- | ---- |
| 1.º  | Ferro Carril Oeste                                       | 42   | 14 | 14 | 0  | 0  | 80 | 13 | 67   |
| 2.º  | San Lorenzo de Almagro                                   | 36   | 14 | 12 | 0  | 2  | 51 | 12 | 39   |
| 3.º  | Racing                                                   | 34   | 14 | 11 | 1  | 2  | 41 | 13 | 28   |
| 4.º  | Barracas                                                 | 28   | 14 | 9  | 1  | 4  | 44 | 23 | 21   |
| 5.º  | Camioneros                                               | 22   | 14 | 7  | 1  | 6  | 41 | 44 | −3   |
| 6.º  | River Plate                                              | 20   | 14 | 6  | 2  | 6  | 37 | 34 | 3    |
| 7.º  | Pacífico                                                 | 20   | 14 | 6  | 2  | 6  | 39 | 41 | −2   |
| 8.º  | Platense                                                 | 19   | 14 | 5  | 4  | 5  | 24 | 27 | −3   |
| 9.º  | Sindicato de Empleados de Comercio de Lanús y Avellaneda | 19   | 14 | 6  | 1  | 7  | 29 | 37 | −8   |
| 10.º | Asturiano                                                | 18   | 14 | 6  | 0  | 8  | 31 | 41 | −10  |
| 11.º | Independiente                                            | 15   | 14 | 4  | 3  | 7  | 35 | 31 | 4    |
| 12.º | Comunicaciones                                           | 12   | 14 | 4  | 0  | 10 | 15 | 59 | −44  |
| 13.º | Huracán                                                  | 9    | 14 | 2  | 3  | 9  | 24 | 43 | −19  |
| 14.º | Nueva Estrella                                           | 8    | 14 | 2  | 2  | 10 | 23 | 60 | −37  |
| 15.º | All Boys                                                 | 3    | 14 | 1  | 0  | 13 | 17 | 53 | −36  |

|  | En clasificación a la Fase final.                                                         |
|  | En clasificación a las Semifinales de la Copa de Plata.                                   |
|  | En clasificación a los Cuartos de final de la Copa de Plata.                              |
|  | En clasificación a los Cuartos de final de la Copa de Plata y en descenso a la Primera B. |

## Resultados
| Fecha 1                                                  | Fecha 1   | Fecha 1            | Fecha 1            | Fecha 1     | Fecha 1 |
| Local                                                    | Resultado | Visitante          | Sede               | Fecha       | Hora    |
| -------------------------------------------------------- | --------- | ------------------ | ------------------ | ----------- | ------- |
| Sindicato de Empleados de Comercio de Lanús y Avellaneda | 4 - 3     | River Plate        | Nueva Estrella     | 24 de julio | 13:00   |
| Racing                                                   | 3 - 0     | Comunicaciones     | Nueva Estrella     | 24 de julio | 14:30   |
| Independiente                                            | 1 - 2     | Asturiano          | CeNARD             | 24 de julio | 14:30   |
| Pacífico                                                 | 3 - 0     | Camioneros         | Argentinos Juniors | 24 de julio | 16:00   |
| Huracán                                                  | 4 - 0     | All Boys           | CeNARD             | 24 de julio | 16:00   |
| Platense                                                 | 1 - 1     | Nueva Estrella     | CeNARD             | 24 de julio | 17:30   |
| San Lorenzo de Almagro                                   | 2 - 4     | Ferro Carril Oeste | CeNARD             | 24 de julio | 19:00   |
| Libre: Barracas                                          |           |                    |                    |             |         |

| Fecha 2              | Fecha 2   | Fecha 2                                                  | Fecha 2            | Fecha 2     | Fecha 2 |
| Local                | Resultado | Visitante                                                | Sede               | Fecha       | Hora    |
| -------------------- | --------- | -------------------------------------------------------- | ------------------ | ----------- | ------- |
| All Boys             | 1 - 2     | Platense                                                 | CeNARD             | 31 de julio | 19:00   |
| Asturiano            | 1 - 5     | San Lorenzo de Almagro                                   | Nueva Estrella     | 31 de julio | 19:00   |
| Ferro Carril Oeste   | 6 - 1     | Huracán                                                  | Nueva Estrella     | 31 de julio | 20:30   |
| Camioneros           | 0 - 2     | Sindicato de Empleados de Comercio de Lanús y Avellaneda | CeNARD             | 31 de julio | 20:30   |
| Nueva Estrella       | 0 - 3     | Racing                                                   | Villa Modelo       | 1 de agosto | 10:00   |
| Comunicaciones       | 2 - 5     | Pacífico                                                 | Argentinos Juniors | 1 de agosto | 17:30   |
| River Plate          | 2 - 5     | Barracas                                                 | Argentinos Juniors | 1 de agosto | 19:00   |
| Libre: Independiente |           |                                                          |                    |             |         |

| Fecha 3                                                  | Fecha 3   | Fecha 3            | Fecha 3            | Fecha 3     | Fecha 3 |
| Local                                                    | Resultado | Visitante          | Sede               | Fecha       | Hora    |
| -------------------------------------------------------- | --------- | ------------------ | ------------------ | ----------- | ------- |
| Huracán                                                  | 6 - 2     | Asturiano          | CeNARD             | 7 de agosto | 14:00   |
| Platense                                                 | 2 - 5     | Ferro Carril Oeste | Nueva Estrella     | 8 de agosto | 14:00   |
| Sindicato de Empleados de Comercio de Lanús y Avellaneda | 1 - 2     | Comunicaciones     | Nueva Estrella     | 8 de agosto | 16:00   |
| Racing                                                   | 5 - 0     | All Boys           | Nueva Estrella     | 8 de agosto | 18:00   |
| Pacífico                                                 | [ 5 ]     | Nueva Estrella     | Argentinos Juniors | 8 de agosto | 18:00   |
| Barracas                                                 | 3 - 4     | Camioneros         | Argentinos Juniors | 8 de agosto | 20:00   |
| San Lorenzo de Almagro                                   | 3 - 1     | Independiente      | Boca Juniors       | 8 de agosto | 20:30   |
| Libre: River Plate                                       |           |                    |                    |             |         |

| Fecha 4                       | Fecha 4   | Fecha 4                                                  | Fecha 4            | Fecha 4      | Fecha 4 |
| Local                         | Resultado | Visitante                                                | Sede               | Fecha        | Hora    |
| ----------------------------- | --------- | -------------------------------------------------------- | ------------------ | ------------ | ------- |
| All Boys                      | 3 - 5     | Pacífico                                                 | CeNARD             | 14 de agosto | 14:00   |
| Independiente                 | 1 - 1     | Huracán                                                  | CeNARD             | 14 de agosto | 16:00   |
| Nueva Estrella                | 2 - 4     | Sindicato de Empleados de Comercio de Lanús y Avellaneda | Argentinos Juniors | 14 de agosto | 16:00   |
| Ferro Carril Oeste            | 4 - 1     | Racing                                                   | CeNARD             | 14 de agosto | 20:00   |
| Camioneros                    | 2 - 3     | River Plate                                              | Argentinos Juniors | 14 de agosto | 20:00   |
| Comunicaciones                | 0 - 8     | Barracas                                                 | Argentinos Juniors | 14 de agosto | 21:30   |
| Asturiano                     | 0 - 4     | Platense                                                 | Almafuerte         | 15 de agosto | 10:00   |
| Libre: San Lorenzo de Almagro |           |                                                          |                    |              |         |

| Fecha 5                                                  | Fecha 5   | Fecha 5                | Fecha 5            | Fecha 5      | Fecha 5 |
| Local                                                    | Resultado | Visitante              | Sede               | Fecha        | Hora    |
| -------------------------------------------------------- | --------- | ---------------------- | ------------------ | ------------ | ------- |
| Platense                                                 | 3 - 1     | Independiente          | Almafuerte         | 21 de agosto | 14:00   |
| Pacífico                                                 | 1 - 8     | Ferro Carril Oeste     | Almafuerte         | 21 de agosto | 16:00   |
| River Plate                                              | 5 - 0     | Comunicaciones         | Almafuerte         | 21 de agosto | 18:00   |
| Huracán                                                  | 1 - 5     | San Lorenzo de Almagro | Boca Juniors       | 22 de agosto | 14:00   |
| Racing                                                   | 1 - 0     | Asturiano              | Argentinos Juniors | 22 de agosto |         |
| Barracas                                                 | 3 - 0     | Nueva Estrella         | Argentinos Juniors | 22 de agosto | 16:00   |
| Sindicato de Empleados de Comercio de Lanús y Avellaneda | 4 - 0     | All Boys               | Argentinos Juniors | 22 de agosto | 20:00   |
| Libre: Camioneros                                        |           |                        |                    |              |         |

| Fecha 6                | Fecha 6   | Fecha 6                                                  | Fecha 6            | Fecha 6      | Fecha 6 |
| Local                  | Resultado | Visitante                                                | Sede               | Fecha        | Hora    |
| ---------------------- | --------- | -------------------------------------------------------- | ------------------ | ------------ | ------- |
| Ferro Carril Oeste     | 7 - 1     | Sindicato de Empleados de Comercio de Lanús y Avellaneda | CeNARD             | 28 de agosto | 16:00   |
| Independiente          | 1 - 2     | Racing                                                   | CeNARD             | 28 de agosto | 18:00   |
| Nueva Estrella         | 5 - 4     | River Plate                                              | Argentinos Juniors | 28 de agosto | 18:00   |
| San Lorenzo de Almagro | 4 - 0     | Platense                                                 | Nueva Estrella     | 28 de agosto | 21:30   |
| Asturiano              | 3 - 2     | Pacífico                                                 | Almafuerte         | 29 de agosto | 14:00   |
| Comunicaciones         | 1 - 6     | Camioneros                                               | Almafuerte         | 29 de agosto | 16:00   |
| All Boys               | 0 - 6     | Barracas                                                 | Nueva Estrella     | 29 de agosto | 21:30   |
| Libre: Huracán         |           |                                                          |                    |              |         |

| Fecha 7                                                  | Fecha 7   | Fecha 7                | Fecha 7            | Fecha 7         | Fecha 7 |
| Local                                                    | Resultado | Visitante              | Sede               | Fecha           | Hora    |
| -------------------------------------------------------- | --------- | ---------------------- | ------------------ | --------------- | ------- |
| Platense                                                 | 1 - 1     | Huracán                | CeNARD             | 4 de septiembre | 14:00   |
| Racing                                                   | 0 - 2     | San Lorenzo de Almagro | CeNARD             | 4 de septiembre | 16:00   |
| Camioneros                                               | 5 - 2     | Nueva Estrella         | CeNARD             | 4 de septiembre | 18:00   |
| Sindicato de Empleados de Comercio de Lanús y Avellaneda | 4 - 1     | Asturiano              | Argentinos Juniors | 5 de septiembre | 12:00   |
| River Plate                                              | 3 - 1     | All Boys               | Argentinos Juniors | 5 de septiembre | 13:30   |
| Barracas                                                 | 0 - 5     | Ferro Carril Oeste     | Villa Modelo       | 5 de septiembre | 20:00   |
| Pacífico                                                 | 3 - 4     | Independiente          | Nueva Estrella     | 5 de septiembre | 21:30   |
| Libre: Comunicaciones                                    |           |                        |                    |                 |         |

| Fecha 8                | Fecha 8   | Fecha 8                                                  | Fecha 8            | Fecha 8          | Fecha 8 |
| Local                  | Resultado | Visitante                                                | Sede               | Fecha            | Hora    |
| ---------------------- | --------- | -------------------------------------------------------- | ------------------ | ---------------- | ------- |
| Ferro Carril Oeste     | 5 - 2     | River Plate                                              | Almafuerte         | 18 de septiembre | 16:30   |
| Nueva Estrella         | 2 - 3     | Comunicaciones                                           | Almafuerte         | 18 de septiembre | 18:30   |
| San Lorenzo de Almagro | 2 - 4     | Pacífico                                                 | CeNARD             | 18 de septiembre | 20:00   |
| Asturiano              | 3 - 6     | Barracas                                                 | Almafuerte         | 18 de septiembre | 20:30   |
| All Boys               | 4 - 6     | Camioneros                                               | General Lamadrid   | 19 de septiembre | 10:00   |
| Huracán                | 1 - 5     | Racing                                                   | Argentinos Juniors | 19 de septiembre | 18:00   |
| Independiente          | 2 - 2     | Sindicato de Empleados de Comercio de Lanús y Avellaneda | Argentinos Juniors | 19 de septiembre | 20:00   |
| Libre: Platense        |           |                                                          |                    |                  |         |

| Fecha 9                | Fecha 9   | Fecha 9                                                  | Fecha 9      | Fecha 9          | Fecha 9 |
| Local                  | Resultado | Visitante                                                | Sede         | Fecha            | Hora    |
| ---------------------- | --------- | -------------------------------------------------------- | ------------ | ---------------- | ------- |
| Comunicaciones         | 3 - 2     | All Boys                                                 | CENARD       | 25 de septiembre | 14:00   |
| Pacífico               | 2 - 2     | Huracán                                                  | CENARD       | 25 de septiembre | 16:00   |
| San Lorenzo de Almagro | 5 - 0     | Sindicato de Empleados de Comercio de Lanús y Avellaneda | CENARD       | 25 de septiembre | 20:00   |
| Ferro Carril Oeste     | 9 - 2     | Camioneros                                               | Almafuerte   | 26 de septiembre | 14:00   |
| Asturiano              | 3 - 2     | River Plate                                              | Almafuerte   | 26 de septiembre | 16:00   |
| Racing                 | 4 - 0     | Platense                                                 | Almafuerte   | 26 de septiembre | 18:00   |
| Barracas               | 2 - 2     | Independiente                                            | Villa Modelo | 26 de septiembre | 21:45   |
| Libre: Nueva Estrella  |           |                                                          |              |                  |         |

| Fecha 10           | Fecha 10  | Fecha 10                                                 | Fecha 10                                                 | Fecha 10      | Fecha 10 |
| Local              | Resultado | Visitante                                                | Sede                                                     | Fecha         | Hora     |
| ------------------ | --------- | -------------------------------------------------------- | -------------------------------------------------------- | ------------- | -------- |
| Huracán            | 2 - 3     | Sindicato de Empleados de Comercio de Lanús y Avellaneda | Sindicato de Empleados de Comercio de Lanús y Avellaneda | 8 de octubre  | 20:30    |
| Asturiano          | 3 - 5     | Camioneros                                               | Asturiano                                                | 8 de octubre  | 20:30    |
| Ferro Carril Oeste | 7 - 0     | Comunicaciones                                           | Ferro Carril Oeste                                       | 9 de octubre  | 20:00    |
| San Lorenzo        | 2 - 0     | Barracas                                                 | Polideportivo Boedo                                      | 9 de octubre  | 20:00    |
| All Boys           | 5 - 1     | Nueva Estrella                                           | Club Alvear                                              | 9 de octubre  | 20:00    |
| Platense           | 2 - 4     | Pacífico                                                 | Microestadio Platense                                    | 9 de octubre  | 21:00    |
| Independiente      | 2 - 3     | River Plate                                              | Dock Sud                                                 | 10 de octubre | 9:30     |
| Libre: Racing      |           |                                                          |                                                          |               |          |

| Fecha 11                                                 | Fecha 11  | Fecha 11               | Fecha 11                                                 | Fecha 11      | Fecha 11 |
| Local                                                    | Resultado | Visitante              | Sede                                                     | Fecha         | Hora     |
| -------------------------------------------------------- | --------- | ---------------------- | -------------------------------------------------------- | ------------- | -------- |
| Independiente                                            | 3 - 4     | Camioneros             | El Porvenir                                              | 12 de octubre | 20:00    |
| River Plate                                              | 0 - 3     | San Lorenzo de Almagro | GB Sports                                                | 13 de octubre | 19:45    |
| Sindicato de Empleados de Comercio de Lanús y Avellaneda | 1 - 3     | Platense               | Sindicato de Empleados de Comercio de Lanús y Avellaneda | 13 de octubre | 21:00    |
| Comunicaciones                                           | 1 - 4     | Asturiano              | Comunicaciones                                           | 13 de octubre | 21:00    |
| Barracas                                                 | 1 - 0     | Huracán                | Estadio Sportivo Barracas                                | 13 de octubre | 21:45    |
| Nueva Estrella                                           | 0 - 7     | Ferro Carril Oeste     |                                                          | 19 de octubre |          |
| Pacífico                                                 | 2 - 6     | Racing                 |                                                          | 27 de octubre | 21:30    |
| Libre: All Boys                                          |           |                        |                                                          |               |          |

| Fecha 12               | Fecha 12  | Fecha 12                                                 | Fecha 12                                                 | Fecha 12      | Fecha 12 |
| Local                  | Resultado | Visitante                                                | Sede                                                     | Fecha         | Hora     |
| ---------------------- | --------- | -------------------------------------------------------- | -------------------------------------------------------- | ------------- | -------- |
| Huracán                | 2 - 7     | River Plate                                              | Sindicato de Empleados de Comercio de Lanús y Avellaneda | 16 de octubre | 18:30    |
| Ferro Carril Oeste     | 7 - 0     | All Boys                                                 | Ferro Carril Oeste                                       | 16 de octubre | 20:00    |
| Asturiano              | 6 - 2     | Nueva Estrella                                           | Asturiano                                                | 16 de octubre | 20:30    |
| Racing                 | 3 - 0     | Sindicato de Empleados de Comercio de Lanús y Avellaneda | Centro Deportivo de Racing                               | 16 de octubre | 21:00    |
| San Lorenzo de Almagro | 3 - 0     | Camioneros                                               | Polideportivo Boedo                                      | 17 de octubre | 16:00    |
| Independiente          | 7 - 1     | Comunicaciones                                           | Arsenal                                                  | 17 de octubre | 19:00    |
| Platense               | 0 - 3     | Barracas                                                 | Microestadio Platense                                    | 17 de octubre | 20:30    |
| Libre: Pacífico        |           |                                                          |                                                          |               |          |

| Fecha 13                                                 | Fecha 13  | Fecha 13               | Fecha 13                                                 | Fecha 13      | Fecha 13 |
| Local                                                    | Resultado | Visitante              | Sede                                                     | Fecha         | Hora     |
| -------------------------------------------------------- | --------- | ---------------------- | -------------------------------------------------------- | ------------- | -------- |
| Barracas                                                 | 0 - 2     | Racing                 | Estadio Sportivo Barracas                                | 23 de octubre | 21:00    |
| Comunicaciones                                           | 0 - 5     | San Lorenzo de Almagro | Comunicaciones                                           | 23 de octubre | 21:30    |
| Sindicato de Empleados de Comercio de Lanús y Avellaneda | 2 - 3     | Pacífico               | Sindicato de Empleados de Comercio de Lanús y Avellaneda | 23 de octubre | 21:45    |
| Nueva Estrella                                           | 1 - 8     | Independiente          | Nueva Estrella                                           | 24 de octubre | 12:00    |
| Camioneros                                               | 4 - 2     | Huracán                | El Porvenir                                              | 24 de octubre | 12:30    |
| All Boys                                                 | 0 - 2     | Asturiano              | Club Parque                                              | 24 de octubre | 12:30    |
| River Plate                                              | 1 - 1     | Platense               | Sindicato de Empleados de Comercio de Lanús y Avellaneda | 24 de octubre | 21:00    |
| Libre: Ferro Carril Oeste                                |           |                        |                                                          |               |          |

| Fecha 14                                                        | Fecha 14  | Fecha 14           | Fecha 14                                                 | Fecha 14      | Fecha 14 |
| Local                                                           | Resultado | Visitante          | Sede                                                     | Fecha         | Hora     |
| --------------------------------------------------------------- | --------- | ------------------ | -------------------------------------------------------- | ------------- | -------- |
| Racing                                                          | 1 - 1     | River Plate        | Centro Deportivo de Racing                               | 30 de octubre | 22:00    |
| Asturiano                                                       | 1 - 2     | Ferro Carril Oeste | Asturiano                                                | 30 de octubre | 22:00    |
| Pacífico                                                        | 2 - 3     | Barracas           | Bonorino                                                 | 31 de octubre | 20:00    |
| Huracán                                                         | 0 - 2     | Comunicaciones     | Sindicato de Empleados de Comercio de Lanús y Avellaneda | 31 de octubre | 20:00    |
| Independiente                                                   | 2 - 0     | All Boys           | Arsenal                                                  | 31 de octubre | 21:00    |
| Platense                                                        | 1 - 1     | Camioneros         | Microestadio Platense                                    | 31 de octubre | 21:30    |
| San Lorenzo de Almagro                                          | 7 - 0     | Nueva Estrella     | Polideportivo Boedo                                      | 31 de octubre | 22:00    |
| Libre: Sindicato de Empleados de Comercio de Lanús y Avellaneda |           |                    |                                                          |               |          |

| Fecha 15           | Fecha 15  | Fecha 15                                                 | Fecha 15                  | Fecha 15       | Fecha 15 |
| Local              | Resultado | Visitante                                                | Sede                      | Fecha          | Hora     |
| ------------------ | --------- | -------------------------------------------------------- | ------------------------- | -------------- | -------- |
| Camioneros         | 2 - 5     | Racing                                                   | El Porvenir               | 2 de noviembre | 19:30    |
| Ferro Carril Oeste | 4 - 0     | Independiente                                            | Ferro Carril Oeste        | 2 de noviembre | 20:30    |
| Comunicaciones     | 0 - 4     | Platense                                                 | Comunicaciones            | 2 de noviembre | 21:00    |
| All Boys           | 1 - 3     | San Lorenzo de Almagro                                   | Ferro Carril Oeste        | 2 de noviembre | 22:00    |
| Barracas           | 4 - 1     | Sindicato de Empleados de Comercio de Lanús y Avellaneda | Estadio Sportivo Barracas | 3 de noviembre | 21:30    |
| River Plate        | 1 - 0     | Pacífico                                                 | GB Sports                 | 3 de noviembre | 21:30    |
| Nueva Estrella     | 4 - 1     | Huracán                                                  | Nueva Estrella            | 3 de noviembre | 22:00    |
| Libre: Asturiano   |           |                                                          |                           |                |          |

## Fase final

### Copa de Oro
|  | Cuartos de final                                     | Cuartos de final                                     | Cuartos de final                                     | Cuartos de final                                     | Cuartos de final                                     |       |       | Semifinales                                                                            | Semifinales                                                                            | Semifinales                                                                            | Semifinales                                                                            | Semifinales                                                                            |  |    | Final                                       | Final                                       | Final                                       | Final                                       | Final                                       |  |
|  | Ida: 6 y 7 de noviembre Vuelta: 10 y 11 de noviembre | Ida: 6 y 7 de noviembre Vuelta: 10 y 11 de noviembre | Ida: 6 y 7 de noviembre Vuelta: 10 y 11 de noviembre | Ida: 6 y 7 de noviembre Vuelta: 10 y 11 de noviembre | Ida: 6 y 7 de noviembre Vuelta: 10 y 11 de noviembre |       |       | Ida: 20 y 21 de noviembre Vuelta: 24 y 25 de noviembre Desempate: 27 y 28 de noviembre | Ida: 20 y 21 de noviembre Vuelta: 24 y 25 de noviembre Desempate: 27 y 28 de noviembre | Ida: 20 y 21 de noviembre Vuelta: 24 y 25 de noviembre Desempate: 27 y 28 de noviembre | Ida: 20 y 21 de noviembre Vuelta: 24 y 25 de noviembre Desempate: 27 y 28 de noviembre | Ida: 20 y 21 de noviembre Vuelta: 24 y 25 de noviembre Desempate: 27 y 28 de noviembre |  |    | Ida: 5 de diciembre Vuelta: 12 de diciembre | Ida: 5 de diciembre Vuelta: 12 de diciembre | Ida: 5 de diciembre Vuelta: 12 de diciembre | Ida: 5 de diciembre Vuelta: 12 de diciembre | Ida: 5 de diciembre Vuelta: 12 de diciembre |  |
|  |                                                      |                                                      |                                                      |                                                      |                                                      |       |       |                                                                                        |                                                                                        |                                                                                        |                                                                                        |                                                                                        |  |    |                                             |                                             |                                             |                                             |                                             |  |
|  |                                                      |                                                      |                                                      |                                                      |                                                      |       |       |                                                                                        |                                                                                        |                                                                                        |                                                                                        |                                                                                        |  |    |                                             |                                             |                                             |                                             |                                             |  |
|  | 2°                                                   | San Lorenzo de Almagro                               | 2                                                    | 2                                                    | 4                                                    |       |       |                                                                                        |                                                                                        |                                                                                        |                                                                                        |                                                                                        |  |    |                                             |                                             |                                             |                                             |                                             |  |
|  | 2°                                                   | San Lorenzo de Almagro                               | 2                                                    | 2                                                    | 4                                                    |       |       |                                                                                        |                                                                                        |                                                                                        |                                                                                        |                                                                                        |  |    |                                             |                                             |                                             |                                             |                                             |  |
|  | 7°                                                   | Pacífico                                             | 1                                                    | 1                                                    | 2                                                    |       |       |                                                                                        |                                                                                        |                                                                                        |                                                                                        |                                                                                        |  |    |                                             |                                             |                                             |                                             |                                             |  |
|  | 7°                                                   | Pacífico                                             | 1                                                    | 1                                                    | 2                                                    |       | 2°    | San Lorenzo de Almagro                                                                 | 1                                                                                      | 3                                                                                      | 5                                                                                      |                                                                                        |  |    |                                             |                                             |                                             |                                             |                                             |  |
|  |                                                      |                                                      |                                                      |                                                      |                                                      |       | 2°    | San Lorenzo de Almagro                                                                 | 1                                                                                      | 3                                                                                      | 5                                                                                      |                                                                                        |  |    |                                             |                                             |                                             |                                             |                                             |  |
|  |                                                      |                                                      | 3°                                                   | Racing                                               | 3                                                    | 2     | 0     |                                                                                        |                                                                                        |                                                                                        |                                                                                        |                                                                                        |  |    |                                             |                                             |                                             |                                             |                                             |  |
|  | 3°                                                   | Racing                                               | 3°                                                   | Racing                                               | 3                                                    | 2     | 0     | 4                                                                                      | 4                                                                                      | 8                                                                                      |                                                                                        |                                                                                        |  |    |                                             |                                             |                                             |                                             |                                             |  |
|  | 3°                                                   | Racing                                               |                                                      |                                                      |                                                      |       |       |                                                                                        |                                                                                        | 8                                                                                      |                                                                                        |                                                                                        |  |    |                                             |                                             |                                             |                                             |                                             |  |
|  | 6°                                                   | River Plate                                          | 0                                                    | 1                                                    | 1                                                    |       |       |                                                                                        |                                                                                        |                                                                                        |                                                                                        |                                                                                        |  |    |                                             |                                             |                                             |                                             |                                             |  |
|  | 6°                                                   | River Plate                                          | 0                                                    | 1                                                    | 1                                                    |       |       |                                                                                        |                                                                                        |                                                                                        |                                                                                        |                                                                                        |  | 2° | San Lorenzo de Almagro                      | 4                                           | 1 (2)                                       |                                             |                                             |  |
|  |                                                      |                                                      |                                                      |                                                      |                                                      |       |       |                                                                                        |                                                                                        |                                                                                        |                                                                                        |                                                                                        |  | 2° | San Lorenzo de Almagro                      | 4                                           | 1 (2)                                       |                                             |                                             |  |
|  |                                                      |                                                      | 4°                                                   | Barracas                                             | 0                                                    | 1 (1) |       |                                                                                        |                                                                                        |                                                                                        |                                                                                        |                                                                                        |  |    |                                             |                                             |                                             |                                             |                                             |  |
|  | 1°                                                   | Ferro Carril Oeste                                   | 4°                                                   | Barracas                                             | 0                                                    | 1 (1) | 3     | 3                                                                                      | 6                                                                                      |                                                                                        |                                                                                        |                                                                                        |  |    |                                             |                                             |                                             |                                             |                                             |  |
|  | 1°                                                   | Ferro Carril Oeste                                   |                                                      |                                                      |                                                      |       |       |                                                                                        |                                                                                        |                                                                                        |                                                                                        |                                                                                        |  |    |                                             |                                             |                                             |                                             |                                             |  |
|  | 8°                                                   | Platense                                             | 1                                                    | 2                                                    | 3                                                    |       |       |                                                                                        |                                                                                        |                                                                                        |                                                                                        |                                                                                        |  |    |                                             |                                             |                                             |                                             |                                             |  |
|  | 8°                                                   | Platense                                             | 1                                                    | 2                                                    | 3                                                    |       | 1°    | Ferro Carril Oeste                                                                     | 0                                                                                      | 3                                                                                      | 2 (3)                                                                                  |                                                                                        |  |    |                                             |                                             |                                             |                                             |                                             |  |
|  |                                                      |                                                      |                                                      |                                                      |                                                      |       | 1°    | Ferro Carril Oeste                                                                     | 0                                                                                      | 3                                                                                      | 2 (3)                                                                                  |                                                                                        |  |    |                                             |                                             |                                             |                                             |                                             |  |
|  |                                                      |                                                      | 4°                                                   | Barracas                                             | 3                                                    | 1     | 2 (4) |                                                                                        |                                                                                        |                                                                                        |                                                                                        |                                                                                        |  |    |                                             |                                             |                                             |                                             |                                             |  |
|  | 4°                                                   | Barracas                                             | 4°                                                   | Barracas                                             | 3                                                    | 1     | 2 (4) | 4                                                                                      | 7                                                                                      | 11                                                                                     |                                                                                        |                                                                                        |  |    |                                             |                                             |                                             |                                             |                                             |  |
|  | 4°                                                   | Barracas                                             |                                                      |                                                      |                                                      |       |       |                                                                                        |                                                                                        | 11                                                                                     |                                                                                        |                                                                                        |  |    |                                             |                                             |                                             |                                             |                                             |  |
|  | 5°                                                   | Camioneros                                           | 2                                                    | 0                                                    | 2                                                    |       |       |                                                                                        |                                                                                        |                                                                                        |                                                                                        |                                                                                        |  |    |                                             |                                             |                                             |                                             |                                             |  |
|  | 5°                                                   | Camioneros                                           | 2                                                    | 0                                                    | 2                                                    |       |       |                                                                                        |                                                                                        |                                                                                        |                                                                                        |                                                                                        |  |    |                                             |                                             |                                             |                                             |                                             |  |
|  |                                                      |                                                      |                                                      |                                                      |                                                      |       |       |                                                                                        |                                                                                        |                                                                                        |                                                                                        |                                                                                        |  |    |                                             |                                             |                                             |                                             |                                             |  |

|                                            |
|                                            |
| Campeón San Lorenzo de Almagro 20.º título |

### Copa de Plata
|  | Cuartos de final | Cuartos de final | Cuartos de final |               |       | Semifinales                                              | Semifinales     | Semifinales     |  |     | Final                                                                 | Final                                                                 | Final                                                                 | Final                                                                 | Final                                                                 |  |
|  | 6 de noviembre   | 6 de noviembre   | 6 de noviembre   |               |       | 21 de noviembre                                          | 21 de noviembre | 21 de noviembre |  |     | Ida 28 de noviembre Vuelta: 4 de diciembre Desempate: 12 de diciembre | Ida 28 de noviembre Vuelta: 4 de diciembre Desempate: 12 de diciembre | Ida 28 de noviembre Vuelta: 4 de diciembre Desempate: 12 de diciembre | Ida 28 de noviembre Vuelta: 4 de diciembre Desempate: 12 de diciembre | Ida 28 de noviembre Vuelta: 4 de diciembre Desempate: 12 de diciembre |  |
|  |                  |                  |                  |               |       |                                                          |                 |                 |  |     |                                                                       |                                                                       |                                                                       |                                                                       |                                                                       |  |
|  |                  |                  |                  |               |       |                                                          |                 |                 |  |     |                                                                       |                                                                       |                                                                       |                                                                       |                                                                       |  |
|  | 11°              | Independiente    | 3                |               |       |                                                          |                 |                 |  |     |                                                                       |                                                                       |                                                                       |                                                                       |                                                                       |  |
|  | 11°              | Independiente    | 3                |               |       |                                                          |                 |                 |  |     |                                                                       |                                                                       |                                                                       |                                                                       |                                                                       |  |
|  | 14°              | Nueva Estrella   | 1                |               |       |                                                          |                 |                 |  |     |                                                                       |                                                                       |                                                                       |                                                                       |                                                                       |  |
|  | 14°              | Nueva Estrella   | 1                |               | 10°   | Asturiano                                                | 2 (3)           |                 |  |     |                                                                       |                                                                       |                                                                       |                                                                       |                                                                       |  |
|  |                  |                  |                  |               | 10°   | Asturiano                                                | 2 (3)           |                 |  |     |                                                                       |                                                                       |                                                                       |                                                                       |                                                                       |  |
|  |                  |                  | 11°              | Independiente | 2 (4) |                                                          |                 |                 |  |     |                                                                       |                                                                       |                                                                       |                                                                       |                                                                       |  |
|  | 10°              | Asturiano        | 11°              | Independiente | 2 (4) | 4                                                        |                 |                 |  |     |                                                                       |                                                                       |                                                                       |                                                                       |                                                                       |  |
|  | 10°              | Asturiano        |                  |               |       |                                                          |                 |                 |  |     |                                                                       |                                                                       |                                                                       |                                                                       |                                                                       |  |
|  | 15°              | All Boys         | 1                |               |       |                                                          |                 |                 |  |     |                                                                       |                                                                       |                                                                       |                                                                       |                                                                       |  |
|  | 15°              | All Boys         | 1                |               |       |                                                          |                 |                 |  | 11° | Independiente                                                         | 1                                                                     | 0                                                                     | 0                                                                     |                                                                       |  |
|  |                  |                  |                  |               |       |                                                          |                 |                 |  | 11° | Independiente                                                         | 1                                                                     | 0                                                                     | 0                                                                     |                                                                       |  |
|  |                  |                  | 13°              | Huracán       | 0     | 1                                                        | 5               |                 |  |     |                                                                       |                                                                       |                                                                       |                                                                       |                                                                       |  |
|  | 12°              | Comunicaciones   | 13°              | Huracán       | 0     | 1                                                        | 5               | 0               |  |     |                                                                       |                                                                       |                                                                       |                                                                       |                                                                       |  |
|  | 12°              | Comunicaciones   |                  |               |       |                                                          |                 | 0               |  |     |                                                                       |                                                                       |                                                                       |                                                                       |                                                                       |  |
|  | 13°              | Huracán          | 5                |               |       |                                                          |                 |                 |  |     |                                                                       |                                                                       |                                                                       |                                                                       |                                                                       |  |
|  | 13°              | Huracán          | 5                |               | 9°    | Sindicato de Empleados de Comercio de Lanús y Avellaneda | 1               |                 |  |     |                                                                       |                                                                       |                                                                       |                                                                       |                                                                       |  |
|  |                  |                  |                  |               | 9°    | Sindicato de Empleados de Comercio de Lanús y Avellaneda | 1               |                 |  |     |                                                                       |                                                                       |                                                                       |                                                                       |                                                                       |  |
|  |                  |                  | 13°              | Huracán       | 3     |                                                          |                 |                 |  |     |                                                                       |                                                                       |                                                                       |                                                                       |                                                                       |  |
|  |                  |                  | 13°              | Huracán       | 3     |                                                          |                 |                 |  |     |                                                                       |                                                                       |                                                                       |                                                                       |                                                                       |  |
|  |                  |                  |                  |               |       |                                                          |                 |                 |  |     |                                                                       |                                                                       |                                                                       |                                                                       |                                                                       |  |
|  |                  |                  |                  |               |       |                                                          |                 |                 |  |     |                                                                       |                                                                       |                                                                       |                                                                       |                                                                       |  |
|  |                  |                  |                  |               |       |                                                          |                 |                 |  |     |                                                                       |                                                                       |                                                                       |                                                                       |                                                                       |  |
|  |                  |                  |                  |               |       |                                                          |                 |                 |  |     |                                                                       |                                                                       |                                                                       |                                                                       |                                                                       |  |

## Goleadores
| Jugadora           | Goles | Equipo   |
| ------------------ | ----- | -------- |
| Yamila Budeguer    | 20    | Barracas |
| Melina Quevedo     | 18    | Racing   |
| Diana Gómez Fretes | 16    | Pacífico |